# Großes Arktisches Schutzgebiet
Das Große Arktische Schutzgebiet (russisch Большой Арктический Заповедник, Bolschoi Arktitscheski Sapowednik) ist ein Naturreservat (IUCN Ia) auf der Taimyrhalbinsel im Norden Sibiriens. Mit etwa 41.692 km² Fläche ist es derzeit Russlands größter Sapowednik (Schutzgebiet). Ziel ist der Schutz der Tundra, sowie der Fauna und Flora der subarktischen Land- und Küstengebiete.
Das Naturschutzgebiet besteht aus (küstennahen) Landgebieten (etwa ein Viertel der Fläche) der Taimyrhalbinsel im Norden von Sibirien und Seegebieten der zum Nordpolarmeer gehörenden Karasee sowie zahlreichen Inseln.

## Geographie und Biodiversität
Etwa 4000 indigene Dolganen und Nganasanen leben im Bolshoi Arkticheskiy Naturreservat, das zum Großen Arktischen Schutzgebiet gehört. Sie gehen dort der traditionellen Fischerei, Jagd und Rentierzucht nach.
Das Schutzgebiet enthält eine vom Menschen noch wenig berührte, große Wildnis. Die Landschaft ist geprägt von Tundra mit Moosen und Flechten und arktische Kälte- und Frostschuttwüsten, welche die Heimat von Eisbär, Rentier, Walross und Beluga sind. Im Sommer brüten in dem Gebiet Millionen von Seevögeln. Bereits 1974, lange vor Gründung des Schutzgebiets, wurde eine Herde Moschusochsen aus Kanada und Alaska erfolgreich angesiedelt, der Bestand wuchs in den 1980er Jahren auf einige hundert Tiere an.

### Biogeographische Biome
Das Naturreservat ist ein Cluster aus sieben Regionen, die ihrerseits aus zahlreichen einzelnen geschützten Gebieten bestehen:
- Teile der Taimyrhalbinsel u. a. mit dem Unterlauf des Flusses Taimyra
- Dikson-Insel
- Middendorffbucht
- Nordenskiöld-Archipel
- Sibirjakow-Insel
- zahlreiche Inseln der Karasee
- Fluss Pjassina und Pjassinagolf